# یواس‌اس جوبیلانت (ای‌ام-۲۵۵)
یواس‌اس جوبیلانت (ای‌ام-۲۵۵) (به انگلیسی: USS Jubilant (AM-255)) یک کشتی بود که طول آن ۱۸۴ فوت ۶ اینچ (۵۶٫۲۴ متر) بود. این کشتی در سال ۱۹۴۳ ساخته شد.